# Jazz im New York der wilden Zwanziger

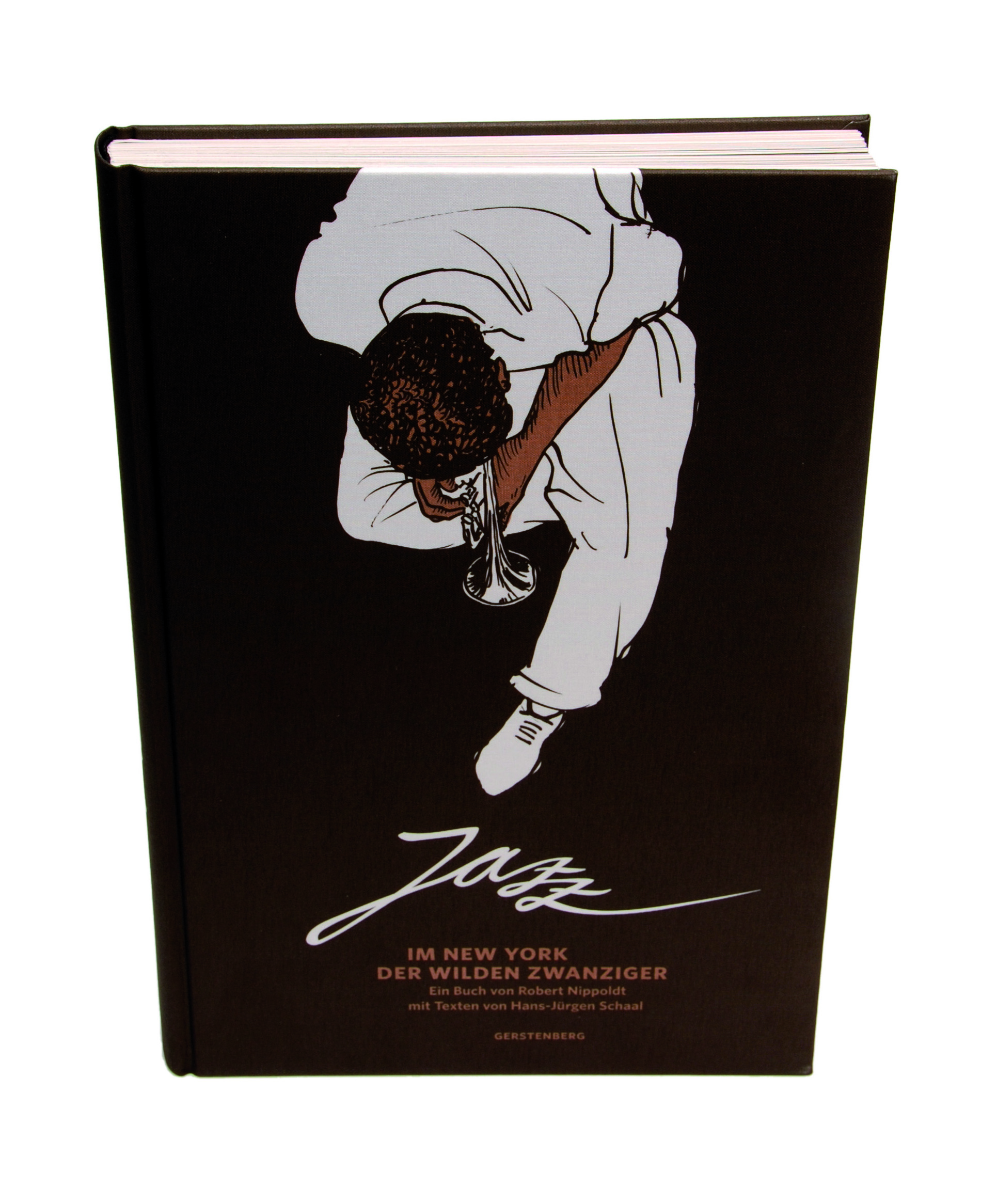
Jazz im New York der wilden Zwanziger

Jazz im New York der wilden Zwanziger ist ein Buch von Illustrator Robert Nippoldt und Autor Hans-Jürgen Schaal, das 2007 beim Gerstenberg Verlag veröffentlicht wurde.
2013 erschien es beim Taschen-Verlag in englischer, französischer und spanischer Übersetzung. Das Buch wurde mit nationalen und internationalen Preisen ausgezeichnet; die Illustrative wählte es 2007 zu einem der schönsten Bücher Europas, die Stiftung Buchkunst 2008 zum „schönsten Buch Deutschlands“. Neben den farbig illustrierten Seiten enthält das Buch eine CD mit Originalaufnahmen aus den 1920er Jahren.

## Inhalt
Auf 144 Seiten stellen die Autoren 24 bedeutende Jazzmusiker vor und legen deren Bedeutung für die New Yorker Jazzszene in den 1920er Jahren dar. Diese biografischen Porträts sind eingebettet in historische und kulturelle Fakten.
Folgende Musiker werden im Buch vorgestellt:
Jelly Roll Morton, Fats Waller, Alberta Hunter, James P. Johnson, Willie The Lion Smith, Nick LaRocca, Fletcher Henderson, Coleman Hawkins, Bessie Smith, Louis Armstrong, Jean Goldkette, Joe Venuti, Eddie Lang, Bix Beiderbecke, Paul Whiteman, Frankie Trumbauer, Benny Goodman, Glenn Miller, Chick Webb, Duke Ellington, Ethel Waters, Bill Robinson, Sidney Bechet und Cab Calloway.
Die Illustrationen von Robert Nippoldt zeigen neben den Musikern auch mit dem Jazz verbundene Orte (z. B. The Cotton Club oder das Aufnahmestudio von Gennett Records in New York), Plattencover, Reiserouten und Soziogramme.
Die beigelegte CD enthält Aufnahmen von jedem porträtierten Musiker sowie unter anderem die welterste Jazzaufnahme überhaupt, den Livery Stable Blues von der Original Dixieland Jass Band von 1917.

## Buchausgaben
Deutsche Ausgabe
- Robert Nippoldt: Jazz im New York der wilden Zwanziger, mit Hans-Jürgen Schaal (Text), Gerstenberg Verlag, Hildesheim 2007. ISBN 978-3-8369-2581-5[1]

Englische Ausgabe
- Robert Nippoldt: Jazz. New York in the Roaring Twenties with Hans-Jürgen Schaal (text), TASCHEN 2013. ISBN 978-3836545013[2]

Französische Ausgabe
- Robert Nippoldt: Jazz dans le New York des Années folle avec Hans-Jürgen Schaal (text), TASCHEN 2013. ISBN 978-3-8365-4503-7[3]

Spanische Ausgabe
- Robert Nippoldt: Jazz. Nueva York en los locos años veinte en colaboración con Hans-Jürgen Schaal (texto), TASCHEN, 2013. ISBN  978-3836545020[4]

## Auszeichnungen
- International Book Award 2014, Los Angeles[5]
- Good Design Award 2014, Chicago[6]
- Joseph Binder Award 2014, Wien
- A' Design Award 2014, Como, Italien[7]
- D&AD, Auszeichnung 2014, London[8]
- Best American Infographic für die Infografik „Die Aufnahmesessions – Ein Soziogramm“ 2014, New York
- Nominierung für den Designpreis der Bundesrepublik Deutschland 2008, Berlin
- European Design Award, Auszeichnung für Buchlayout, 2008, Stockholm[9]
- Stiftung Buchkunst, „Das schönste deutsche Buch 2008“, Frankfurt
- Illustrative: „Eines der schönsten Bücher Europas“ 2007, Berlin

## Pressestimmen
- Selten hat man ein Buch in Händen gehalten, das in seiner künstlerischen Gestaltung so vollendet und ästhetisch attraktiv erscheint und zugleich den eigentlichen Gegenstand, den Jazz und seine Zeit, so stilsicher erfasst. – Wolfgang Sandner, Frankfurter Allgemeine Zeitung[10]
- Jazz zum Lesen: Dem Grafiker Robert Nippoldt ist es mit einem ungewöhnlichen Bildband gelungen, die Meisterleistungen von Jazz-Größen wie Louis Armstrong oder Duke Ellington in beschwingte Zeichnungen und Anekdoten zu bannen. – Jörg Diehl, Spiegel Online, Hamburg[11]
- Ausgefallener und attraktiver kann ein Sachbuch wahrscheinlich gar nicht daherkommen. – Marén Balkow, Deutschlandradio Kultur, Berlin[12]
- Dem Kenner zum Genuss, dem Novizen als Appetitmacher. – Konrad Heidkamp, Die Zeit, Hamburg[13]
- Den Stil der Epoche nicht imitierend, sondern ihm Ehre erweisend. Die Personen, die Protagonisten nicht beschreibend, sondern ihnen huldigend. Orte nicht aufzählend, sondern sie verklärend. Ein Hymnus, der bis ins letzte Detail derart liebevoll gestaltet ist, dass es eine wahre Freude ist. Trotz aller zu Gebote stehender Contenance: famos! – Gregor Auenhammer, Der Standard, Wien[14]
- A creative treat, just right for the jazz tyro with an enquiring mind and a delight in good design. A feast for the ears as well as the eyes! – Peter Vacher, LondonJazzNews[15]
- The book is one of the most freshly original and delightfully imaginative works of art about jazz music that have appeared in a long time.  – Nenad Georgievski, All About Jazz, Skopje[16]